# Guarda de honra

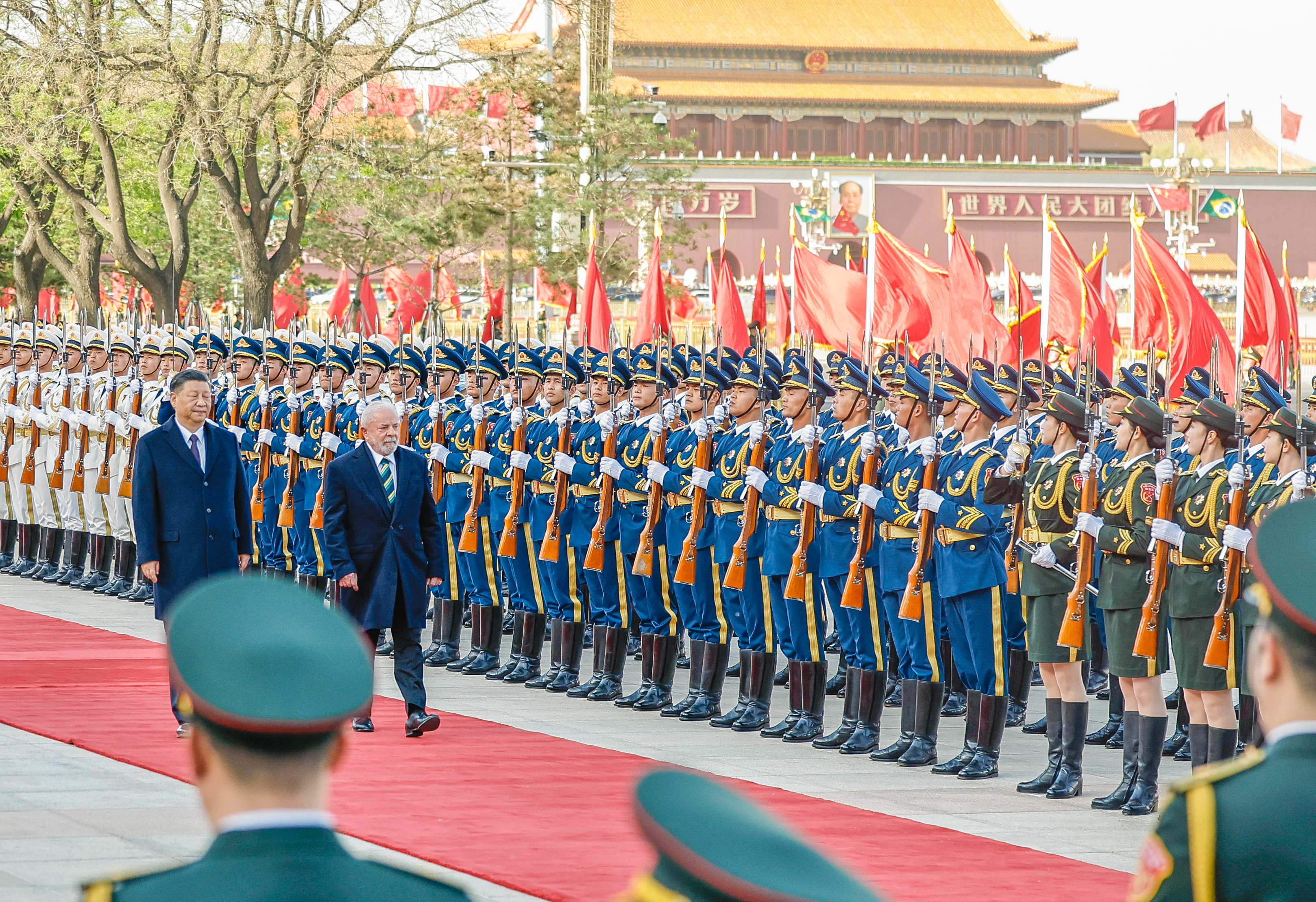
Uma guarda de honra chinesa recebe o presidente brasileiro, Luiz Inácio Lula da Silva, no Grande Palácio do Povo em Pequim, na China, em 2023.

Uma guarda de honra ou guarda cerimonial é um grupo de pessoas, geralmente militares, nomeado para prestar homenagem a autoridades, à bandeira nacional, ou em comemorações cívicas e religiosas. Estas incluem receber ou proteger um chefe de Estado, assim como outros dignitários; honrar os caídos na guerra; participar em cerimoniais de Estado ou funerais. Nos casamentos militares, principalmente de oficiais, uma guarda forma o arco de espadas.
Em princípio, qualquer unidade militar poderia atuar como guarda de honra. Em alguns países, certas unidades são especialmente designadas para assumir cargos de guarda de honra ou outras funções públicas. Os guardas republicanos, os guardas reais e os guardas a pé frequentemente têm funções cerimoniais atribuídas a eles.
As guardas de honra também servem no mundo civil para policiais, bombeiros e outros funcionários públicos. Saudações de estilo militar e apresentação de bandeiras são feitas em funerais de bombeiros, policiais e demais funcionários públicos. Certos órgãos religiosos, especialmente igrejas da Comunhão Anglicana e do movimento Metodista, têm a tradição de uma guarda de honra no funeral de um presbítero ordenado, na qual todos os demais presbíteros ordenados presentes "guardam a linha" entre a porta da igreja e o sepultura; ou carro funerário, se o falecido for enterrado em outro lugar ou cremado. Ordens de cavalaria católicas, como a Ordem do Santo Sepulcro e a Soberana Ordem Militar de Malta, fornecem guardas de honra para cavaleiros e oficiais de alta patente falecidos durante os funerais. A prática de fornecer uma guarda de honra como sinal de respeito também ocorre nos esportes, especialmente em toda a Comunidade das Nações.